# Tilman Zülch
Tilman Zülch (Libina, Reichsgau de los Sudetes, 2 de septiembre de 1939 - Gotinga, Alemania, 17 de marzo de 2023) fue un activista de derechos humanos alemán. Es fundador y secretario general de la Asociación para los Pueblos Amenazados.

## Biografía
En 1945 se mudó con su familia durante la expulsión de los alemanes de Sudetenland. Cuando era niño, perteneció a la Bündes Jugend que era parte del Movimiento Juvenil Alemán en Hamburgo. Culminó sus estudios Abitur en el Gymnasium Louisenlund en el Kreis Rendsburg-Eckernförde. Estudió política y economía en Hamburgo, Graz, y Heidelberg. Fue participante activo en grupos políticos universitarios y en la Außerparlamentarische Opposition. 
En junio del 1968 fundó el grupo «Aktion: Biafra Hilfe» para llamar la atención del mundo sobre el genocidio que tenía lugar en Biafra (actualmente Nigeria). Desde este grupo Aktion nació la Asociación para los Pueblos Amenazados (APA) en 1970. La principal oficina de la APA ha estado localizada en Gotinga desde 1979. La APA es una de las organizaciones de derechos humanos más grandes de Europa y tiene estatus de asesora en el Consejo Económico y Social de las Naciones Unidas y estatus de participación en el Consejo de Europa. Tilman Zülch siente que es una obligación hacer campaña por la gente étnicamente y religiosamente perseguida, especialmente para Alemania y Austria dados los crímenes de Alemania Nazi. Considera que la manera para que los alemanes se reconcilien con su pasado es no quedarse callados frente a otros crímenes como esos de la era de Stalin, expulsiones masivas de alemanes después de 1945, o los genocidios de hoy. Zülch es uno de los autores de la revista bedrohte völker (anteriormente pogrom).

## Premios y honores
- Premio GeoEnvironment de 1982
- Premio de Baja Sajonia al Periodismo 1996
- La Silver Order of the Arms de la Presidencia de la República de Bosnia y Herzegovina 1996
- La Cruz Federal al Mérito am Bande 2002
- El Premio de los Derechos Humanos de los Alemanes Sudetes Weöfare y Asociación Cultural 2003
- El Premio de la Paz de Gotinga en reconocimiento al trabajo de su vida 2003
- La Medalla de la Asamblea Kurda-Iraquí Nacional 2005
- El Premio Srebrenica contra el genocidio de las tres asociaciones de madres y mujeres 2006
- El Premio a la Libertad por los Derechos Humanos del Centro Antiguerra 2006
- Miembro Honorario de la Federación de Sajonia-Anhalt de Víctimas de la Persecución Estalinista.
- Miembro Honorario de la Unión de Mujeres Detenidas en Campamentos de Bosnia Herzegovina.
- Miembro del Jurado para el Premio de Derechos Humanos de Weimar
- Miembro del Jurado de la Asociación de Seguidores del “Centro Contra las Expulsiones”

## Publicaciones
Las obras solo están disponibles en alemán. 
- Guerke, Klaus y Tilman Zülch. 1968. Biafra, Todesurteil für ein Volk? Berlín: Luttner-Verlang.

Biafra, Sentencia de Muerte a un Pueblo? 
- Zülch, Tilman. 1979a. Von denen keiner spricht. Verfolgte Minderheiten Reinbek: Rowohlt.

Pueblo del que nadie habla. Minorías Perseguidas. 
- Zülch, Tilman. 1979b. ‘‘In Auschwitz vergast, bis heute verfolgt - zur Situation der Sinti und Roma in Europa Reinbek: Rowohlt.

Asesinados con Gas en Auschwitz, aun perseguidos hoy- la situación de los Gitanos y Sinti en Europa. 
- Zülch, Tilman. 1991. Völkermord an den Kurden Hamburg: Luchtehand.

Genocidio de los Kurdos 
- Zülch, Tilman. 1993. Ethnische Säuberungen" - Völkermord für Großserbien Hamburg: Luchterhand. Sarajevo 1996.

Limpieza étnica - Genocidio en la Causa de la Gran Serbia 
- Vollmer, Johannes y Tilman Zülch. 1996. Aufstand der Opfer - Verratene Völker zwischen Hitler und Stalin Göttingen: pogrom Taschenbücher.

Resistencia de las Víctimas - Gente traicionada entre Hitler y Stalin